# ویکتور ایکپبا
ویکتور ایکپبا (انگلیسی: Victor Ikpeba؛ زادهٔ ۱۲ ژوئن ۱۹۷۳) یک بازیکن فوتبال اهل نیجریه است.
از باشگاه‌هایی که در آن بازی کرده‌است می‌توان به باشگاه ورزشی السد، موناکو، باشگاه فوتبال بروسیا دورتموند، رویال شارلوا، و رئال بتیس اشاره کرد.
وی همچنین در تیم ملی فوتبال نیجریه بازی کرده‌است.